# Chiusano di San Domenico
Chiusano di San Domenico là một đô thị (comune) thuộc tỉnh Avenllino trong vùng Campania của Ý. Chiusano di San Domenico có diện tích 24,56 km2, dân số là 2428 người (thời điểm ngày 1 tháng 5 năm 2009).